# Helen Humes
Helen Humes (23 de junio de 1913 – 9 de septiembre de 1981) fue una cantante de blues y jazz estadounidense.

## Biografía
Nació en Louisville (Kentucky), como hija única del matrimonio formado por Emma Johnson, maestra de escuela y John Henry Humes, el primer abodado de raza negra que hubo en la ciudad. Se introdujo en la música cantando en el coro de la iglesia y recibiendo clases gratuidas de piano y órgano que impartía Bessie Allen en la escuela dominical. Ocasionalmente tocaba el piano en una pequeña banda local, The Dandies. Todas estas actividades musicales la llevarían a iniciar su carrera como cantante a mediados de la década de los 20. En 1926 se presentó a un concurso musical para aficionados donde interpretó los temas "When You’re a Long, Long Way from Home" y "I’m in Love with You, That’s Why", no pasando desapercibida para el guitarrista de la banda, Sylvester Weaver, que la recomendó al cazatalentos y productor Tommy Rockwell.
Con 14 años realizó su primera grabación en St.Louis y dos años más tarde una segunda en Nueva York, acompañada del pianista J. C. Johnson. A partir de ahí, estuvo 10 años sin volver a grabar, tiempo que dedicó a terminar sus estudios y, posteriormente, a trabajar en diferentes oficios.
En 1936 se trasladó a Cincinnati para cantar en el Cootton Club con la banda de Al Sear, con el que ya había cantado en una pequeña banda en Buffalo. En 1937 el director de orquesta Count Basie la escuchó en el Cotton y le ofreció unirse a su banda para sustituir a Billie Holiday para una gira, pero Basie le ofrecía pagarle lo mismo que ganaba con la banda de Sear y ella le respondió que por el mismo dinero no tenía necesidad de estar viajando, y declinó la invitación. Ese mismo año se trasladó a Nueva York donde grabó un álbum como vocalista de la Harry Jame’s Big Band. Finalmente, en 1938, se unió a la banda de Count Basie en la que permaneció 4 años. En 1942, por problemas de salud y por el estrés que le ocasionaba estar de gira, abandonó la formación.
Desde finales de la década de los 40 hasta mediados de los 50, Humes realizó varias grabaciones, trabajando con diferentes bandas y vocalistas, incluyendo a Nat King Cole, pero su actividad fue bastante menos intensa. En 1956, Humes estuvo de gira por Australia con el vibrafonísta Red Norvo. El éxito fue tal, que el dúo regtresó en 1962 y 1964. Actuó en el Festival de Newport en 1959 y en el Festival de Jazz de Monterey en 1960 y 1962. Participó en Europa en el primer American Folk Blues Festival en 1962. En 1967 dio por finalizada su carrera como cantante para cuidar de su madre enferma. Posteriormente, el compositor Stanley Dance, la convencó para presentarse en el Festival de Newport de 1973, lo que relanzó de nuevo su carrera profesional. Tras el festival tuvo multitud de compromisos en Europa, grabando varios discos con la compañía discográfica francesa Black and Blue. Entre 1974 y 1977 actuó regularmente en el Cookery Club de Nueva York. En 1975 recibió el homenaje de su ciudad natal Louisville, al serle entregadas las llaves de la ciudad.
Humes falleció en Santa Mónica, California, en 1981 a los 68 años de edad y se encuentra enterrada en el Cementerio Inglewood Park.

## Discografía
- 1941 - Midnight at Minton's, con Don Byas
- 1959 - Helen Humes
- 1959 - Tain't Nobody's Biz-ness if I Do
- 1960 - Songs I Like to Sing
- 1961 - Swingin' with Humes
- 1973 - Helen Comes Back
- 1973 - Let the Good Times Roll
- 1974 - Sneakin' Around
- 1974 - On the Sunny Side of the Street (en directo)
- 1974 - Helen Humes
- 1974 - Midsummer Night's Songs con Red Norvo
- 1975 - Talk of the Town
- 1976 - Deed I Do (live)
- 1979 - Helen Humes and the Muse All Stars
- 1980 - The New Year's Eve
- 1981 - Helen

Con la Count Basie Orchestra
- 1992 - The Original American Decca Recordings

Con Harry James and His Orchestra
- 1937 -  "Jubilee" / "I Can Dream, Can't I?" (78 rpm single, Brunswick 8038)[5]
- 1938 -  "It's The Dreamer In Me" (78 rpm single, Brunswick 8055)[6]
- 1938 - "Song Of The Wanderer (Where Shall I Go)" (78 rpm single, Brunswick 8067)[7]